# Paula Camus
Pour les articles homonymes, voir Camus.
Paula Camus est une joueuse espagnole de water-polo née le 12 février 2002 à Madrid. Elle a remporté avec l'équipe d'Espagne la médaille d'or du tournoi féminin aux Jeux olympiques d'été de 2024, organisés à Paris.